# Jean-Marie Girault
Jean-Marie Girault (Pont-l'Évêque, Calvados, 9 de febrero de 1926-Caen, Calvados, 1 de mayo de 2016) fue un abogado y político francés.

## Biografía
Estudió en la Facultad de Derecho de la Universidad de Caen, donde se graduó de derecho privado y público. Ejerció como abogado en la Corte de Apelación de Caen entre 1947 y 1998.
Perteneciente al partido Unión para la Democracia Francesa, fue senador del departamento de Calvados entre 1971 y 1998, y alcalde de Caen entre 1970 y 2001.